# Sauris imbecilla
Sauris imbecilla är en fjärilsart som beskrevs av Swinhoe 1902. Sauris imbecilla ingår i släktet Sauris och familjen mätare. Inga underarter finns listade.